# Kaple Nejsvětější Trojice (Chlumec)
Kaple Nejsvětější Trojice je jednou z nejvýznamnějších sakrálních staveb Ústecka a výraznou dominantou Chlumce. Kaple stojí na vrcholu Horky.

## Historie
Roku 1680 propukla v Čechách morová epidemie, která si vyžádala velký počet obětí. Propukla v Praze a rychle se rozšířila skoro po celé zemi. Velké ztráty si nemoc vyžádala například v nedaleké Krupce, kde jí podlehla více než třetina obyvatelstva. Jako výraz vděku, že rodina a jeho poddaní byly nákazy ušetřeni, nechal chlumecký hrabě Jan František Kolovrat-Krakovský, syn prvního z kolovratských majitelů panství, vystavět na Horce kapli Nejsvětější Trojice. Kaple byla vystavěna v letech 1690–1691 v barokním slohu podle návrhu architekta Jana Baptisty Mathey nákladem 17 000 zlatých.

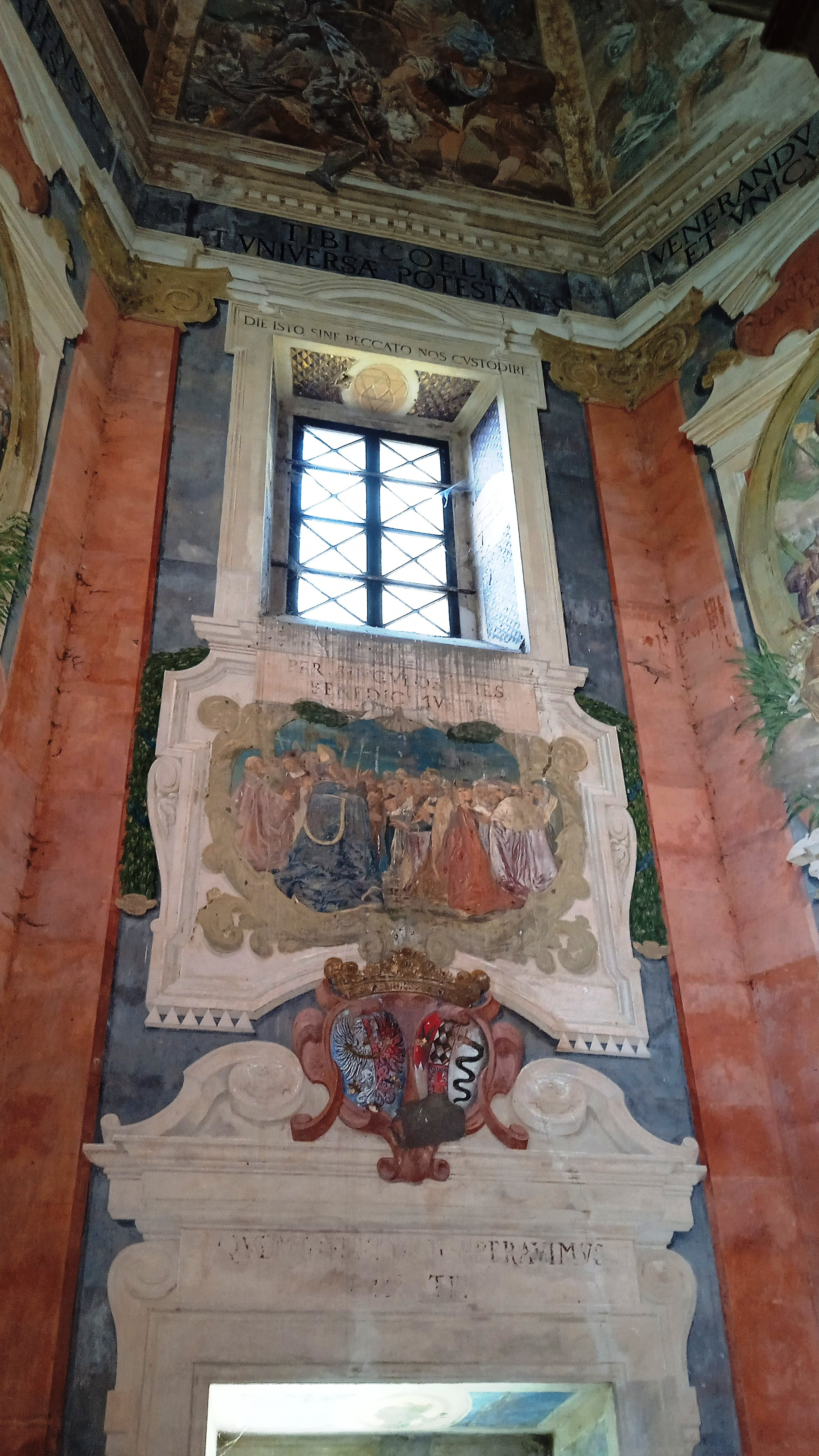
Výmalba v interiéru nad portálem

Od kostela svatého Havla sem vedou zastavení křížové cesty. Roku 1838 si podle dobového zvyku nechal chlumecký hrabě Josef Klement Westhalen-Fürstenberg vystavět pod kaplí rodinnou hrobku.
Pro svou strategickou polohu zde za bitvy u Chlumce nechal francouzský generál Vandamme zřídit svůj hlavní stan.
Po roce 1945 došlo opakovaně k násilnému vniknutí do hraběcí hrobky a to navzdory tomu, že byl vstup zazděn. Ke zvláště devastujícímu vniknutí došlo roku 1955, kdy se neznámí pachatelé prokopali do hrobky a rakve rozbili a vytahali. Navzdory opětovným snahám o zabránění vstupu do již prázdné hrobky se i nadále mnozí vandalové a zloději pokoušeli vstoupit a to dokonce i probouráním podlahy v kapli.
Po roce 1989 byla opravena fasáda kaple, vyměněny dveře a pietně upraveno nejbližší okolí. Od roku 1958 je kaple chráněnou kulturní památkou.

## Architektura
Kapli tvoří italská barokní trojboká stavba (symbolický trojstěn zasvěcení Nejsvětější Trojice), uvnitř polygonální zaklenutá kopulí s lucernou. Vnější stěny jsou členěny nárožními pilastry, které lemují také mělké rizality na každé straně ukončené nízkým trojúhelníkovým štítem. Ve středu každého rizalitu je vchod. Nad hlavním vchodem se nachází mramorová socha Krista. Uvnitř kaple se nachází bohatá nástěnná výmalba z roku 1691 (obnovena 1901) znázorňující Te Deum. Zařízení kaple je novodobé, dřevěné sochy světců po boku Krista byly v 90. letech odcizeny.

## Bohoslužby
V kapli se slouží příležitostné mše, především o Svátku Nejsvětější Trojice, pravidelně se zde o Velikonocích konají i poutě po křížové cestě.